# Hassa Florent Koné
Hassa Florent Koné (* 17. Februar 1969 in Mina) ist ein malischer Geistlicher und römisch-katholischer Bischof von San.

## Leben
Hassa Florent Koné besuchte von 1983 bis 1986 das Knabenseminar in Togo und anschließend das Seminar Pius XII. in Bamako, wo er am Gymnasium Prosper Kamara die Hochschulreife erwarb. Von 1989 bis 1996 studierte er Philosophie und Theologie am Priesterseminar in Bamako und empfing am 8. September 1996 das Sakrament der Priesterweihe für das Bistum San.
Bis 1996 bis 2005 war er in der Pfarrseelsorge tätig. Von 1997 bis 2005 war er außerdem Liturgiebeauftragter des Bistums und Verantwortlicher für die Päpstlichen Missionswerke sowie die Katholische Aktion. Ab 2000 war er zudem Leiter des Diözesanchores und Sekretär der Nationalen Liturgiekommission. Von 2005 bis 2011 studierte er an der Benediktinerhochschule Sant’Anselmo in Rom, an der er in Liturgiewissenschaft promoviert wurde. Von 2008 bis 2011 absolvierte er außerdem eine Ausbildung am Päpstlichen Institut für Kirchenmusik. Seit 2011 war er Professor für Liturgiewissenschaft am Priesterseminar in Bamako, das er zusätzlich von 2017 bis zu seiner Ernennung zum Bischof als Regens leitete. Ab 2014 war er Professor für traditionelle Kommunikation an der Université Catholique de l’Afrique de l’Ouest in Bamako und Generalökonom der malischen Priestervereinigung. Ab 2015 war er erneut Sekretär der Nationalen Liturgiekommission.
Am 7. Oktober 2021 ernannte ihn Papst Franziskus zum Bischof von San. Der Erzbischof von Bamako, Jean Kardinal Zerbo, spendete ihm am 8. Januar des folgenden Jahres im Gemeindestadion von San die Bischofsweihe. Mitkonsekratoren waren der Bischof von Mopti, Jean-Baptiste Tiama, und der Bischof von Kayes, Jonas Dembélé.